# O Céu e o Inferno (espiritismo)
O Céu e o Inferno, ou A Justiça Divina Segundo o Espiritismo (em língua francesa: Le Ciel et l'Enfer), é um livro espírita francês. Da codificação de Allan Kardec, foi publicado em Paris em 1.º de agosto de 1865. É uma das obras básicas do espiritismo.

## Sumário
A obra compõe-se de duas partes:
Na primeira, Kardec realiza um exame crítico, procurando apontar contradições filosóficas e incoerências com o conhecimento científico, superáveis, segundo ele, mediante o paradigma espírita da fé raciocinada. São expostos vários assuntos - causas do temor da morte, porque os espíritas não temem a morte, o céu, o inferno, o inferno cristão imitado do pagão, os limbos, quadro do inferno pagão, esboço do inferno cristão, purgatório, doutrina das penas eternas, código penal da vida futura, os anjos segunda a Igreja e o Espiritismo. Aborda também vários pontos relacionados com a origem da crença dos demônios, segundo a Igreja e o Espiritismo, intervenção dos demônios nas modernas manifestações, e a proibição de invocar os mortos.
Na segunda, constam dezenas de diálogos que foram sido estabelecidos entre Kardec e diversos espíritos, nos quais estes narram as impressões que trazem do além-túmulo, e de como se deu o processo de desencarne para pessoas de diferentes tipos de caráter. A segunda parte deste livro é dedicada ao pensamento; Kardec reuniu várias dissertações de casos reais, a fim de demonstrar a situação da alma, durante e após a morte física, proporcionando ao leitor amplas condições para que possa compreender a ação da Lei de Causa e Efeito, em perfeito equilíbrio com as Leis Divinas; assim, constam desta parte, narrações de espíritos felizes, infelizes, espíritos em condições medianas, sofredores, suicidas, criminosos e espíritos endurecidos.
O Céu e o Inferno coloca ao alcance de todos, os conhecimentos do mecanismo pelo qual se processa a Justiça Divina, em concordância com o princípio evangélico: "A cada um segundo suas obras".

### Obras da codificação (em domínio público)
- Allan Kardec. «O Livro dos Espíritos» (PDF)
- Allan Kardec. «O Livro dos Médiuns» (PDF)
- Allan Kardec. «O Evangelho Segundo o Espiritismo» (PDF)
- Allan Kardec. «O Céu e o Inferno» (PDF)
- Allan Kardec. «A Gênese» (PDF)